# Рибери, Франк
Франк Анри́ Пьер Рибери́ (фр. Franck Henry Pierre Ribéry, французское произношение [fʁɑ̃k ʁibeʁi]; род. 7 апреля 1983, Булонь-сюр-Мер, департамент Па-де-Кале, Франция) — французский футболист, выступавший на позиции полузащитника. Выступал за сборную Франции.
В основном играл на позиции вингера, преимущественно с левой стороны, и известен своей скоростью, энергией и высокой точностью передач. Рибери был быстрым и отличным дриблером, который превосходно контролировал мяч у своих ног. Считается одним из лучших футболистов современности, а также одним из самых выдающихся футболистов в истории французского футбола. Лидер сборной Франции, Зинедин Зидан, назвал Рибери «жемчужиной французского футбола».
Карьера Рибери началась в 1989 году в молодёжной команде клуба «Конти Булонь» из его родного города. Через семь лет он присоединился к академии «Лилля», но покинул клуб спустя три года после того, как у него возникли трудности с дисциплиной. В 1999 году Рибери стал игроком «Булони», где играл в течение двух лет. Проведя ещё два года в любительских дивизионах за «Олимпик Алес» и «Брест», в 2004 году Рибери перешёл в клуб чемпионата Франции «Мец». После шести месяцев игры за этот клуб в январе 2005 года Рибери перебрался в Турцию, чтобы стать игроком «Галатасарая», в составе которого он выиграл Кубок Турции. Через шесть месяцев он покинул клуб и вернулся во Францию в «Марсель». Рибери провёл в клубе два сезона и помог ему добраться до финала Кубка Франции. В 2007 году футболист присоединился к немецкому клубу «Бавария» за рекордную на тот момент для клуба сумму в размере 25 миллионов евро. В его составе Рибери девять раз выигрывал чемпионат Германии, шесть — Кубок Германии, по одному разу — Лигу чемпионов и клубный чемпионат мира, сделав четыре золотых дубля и один золотой хет-трик. Благодаря своей игре за «Баварию» в сезоне 2012/2013 он занял третье место премии Золотой мяч ФИФА, уступив только Криштиану Роналду и Лионелю Месси.
В период с 2006 по 2014 год Рибери провёл 81 матч за сборную Франции по футболу. В её составе участвовал на двух чемпионатах мира (2006, 2010) и двух чемпионатах Европы по футболу (2008, 2012).
Рибери трижды признавался футболистом года во Франции и один раз в Германии. Кроме того, он входил в команду года УЕФА и становился лучшим молодым игроком года во Франции. В 2013 году Рибери получил приз лучшему футболисту Европы. В том же году он также занял четвёртое место в списке лучших игроков мира по версии The Guardian.

## Детство и юношество
Франк Рибери родился на северо-западе Франции в маленьком городе Булонь-сюр-Мер и вырос в бедном районе на окраине города. Когда Рибери было 2 года, он и его семья попали в серьёзную автокатастрофу: автомобиль, в котором они ехали, столкнулся с грузовиком, и Франк ударился лицом о ветровое стекло. После этого события на правой части лица у него остались два длинных шрама. Рибери предлагали провести пластическую операцию, которая бы полностью удалила эти шрамы, но он отказывался, мотивируя это тем, что они делают его сильнее.

В определённом смысле эта авария помогла мне. В детстве это мотивировало меня. Бог дал мне это отличие. Шрамы — это часть меня, и люди просто должны принять меня таким, какой я есть.
Оригинальный текст (англ.)In a certain way this accident helped me. As a child it motivated me. God gave me this difference. The scars are part of me, and people will just have to take me the way I am.
— Рибери комментирует автомобильную аварию, которую он перенёс в 1985 году в возрасте двух лет.
Франк Рибери начинал играть в футбол на бетонной площадке позади дома, в котором он жил вместе со своими родителями, а в 6 лет стал заниматься в молодёжной секции любительского клуба «Конти Булонь». Когда Рибери исполнилось двенадцать, он был зачислен в футбольную академию «Лилля». В ней Франк преуспел в спортивном плане, но у него возникли учебные и дисциплинарные проблемы, которые привели к его уходу из команды. В 2012 году, во время пресс-конференции перед матчем «Баварии» против «Лилля», Рибери объяснил, что был исключён из клуба после того, как сломал локоть другому футболисту, и что официальные представители французской команды ранее уже хотели исключить его из академии за то, что он был «слишком мал».
После своего исключения из академии Рибери вернулся домой и стал играть за местную любительскую команду «Булонь», выступавшую в третьем дивизионе чемпионата Франции, параллельно осваивая профессию отца, работавшего в муниципальной компании, которая занималась прокладкой и ремонтом трубопроводов.

## Клубная карьера

### Ранняя карьера
Проведя в резерве «Булони» целый год, Рибери был повышен до основной команды. В своём дебютном сезоне он сыграл за клуб всего 4 матча, а его команда перешла из любительского чемпионата Франции в третью по силе лигу страны — национальный чемпионат. В следующем сезоне Рибери появился на поле уже в 25 матчах за клуб, забив 5 голов. Несмотря на то, что «Булонь» финишировала 17-й, что означало возвращение клуба обратно в четвёртую лигу, футболист остался в третьем дивизионе Франции, перейдя в клуб «Олимпик Алес», который находился в середине таблицы.
В своём единственном сезоне за клуб «Олимпик Алес» футболист провёл 18 матчей чемпионата и забил только 1 гол. По итогам сезона «Олимпик Алес» занял спасительное 15 место и по регламенту турнира избегал вылета, однако команда была отстранена от игр в третьем дивизионе Франции, так как клуб объявил о банкротстве. После этих вестей Франк перешёл в футбольный клуб «Брест», также выступавший в третьей по силе лиге Франции.
Выступая за «Брест», Рибери провёл 35 матчей в чемпионате и забил 3 гола. По итогам сезона «Брест» занял 2 место, что позволило клубу, во многом благодаря отличной игре Франка Рибери, перейти во второй дивизион Франции.

### «Мец»
После успеха Рибери в «Бресте» Жан Фернандес, главный тренер футбольного клуба «Мец», под впечатлением от игры футболиста, подписал его на правах свободного агента. Спустя всего полгода после подписания Рибери был удостоен награды игрока месяца UNFP за август 2004 года. Он настолько впечатлил своей игрой футбольную общественность, что болельщики «Меца» сравнивали его с бывшим игроком клуба Робером Пиресом. После того, как переговоры о продлении контракта с клубом зашли в тупик, в январе 2005 года Франк Рибери перешёл в турецкий «Галатасарай» за 5 млн евро. Пробыв в «Меце» всего полгода, Рибери провёл за клуб 21 матч, забил 2 гола и отдал 1 голевую передачу.

### «Галатасарай»
Инициатива перехода Рибери в «Галатасарай» принадлежала тренеру Георге Хаджи. Рибери провёл 14 матчей и отдал 5 голевых передач в сильнейшем дивизионе турецкого футбола — Суперлиге, а клуб занял 3 место по итогам сезона 2004/2005. Болельщики «Галатасарая» дали прозвище французу — «Феррарибери» по причине его высокой стартовой и дистанционной скорости с мячом и без него. «Лицо со шрамом» — ещё одно прозвище, крепко прикрепившееся к футболисту, было дано Рибери из-за двух больших шрамов, один из которых располагается чуть выше бровей по центру, другой — на правой стороне лица.
В Кубке Турции Рибери сыграл важную роль в финальном матче против «Фенербахче», забив первый гол на 16-й минуте матча и отдав голевую передачу. Он был заменён на 52-й минуте матча, когда «Галатасарай» вёл со счётом 3:1. Кубок Турции стал первым завоёванным трофеем в карьере Рибери.

### «Олимпик Марсель»
15 июня 2005 года Рибери объявил, что вернётся во Францию и присоединится к клубу из чемпионата Франции «Олимпик Марсель». Футболист подписал контракт на 4 года, а также воссоединился с бывшим тренером «Меца» — Жаном Фернандесом. Это решение стало полной неожиданностью для «Галатасарая», поскольку контракт с клубом был рассчитан на 3 года. Рибери утверждал, что клуб не выплачивал ему зарплату, и обратился в ФИФА с целью аннулировать его контракт с турецким клубом. Он также сказал, что в какой-то момент в течение сезона ему угрожали расправой с применением бейсбольной биты директор «Галатасарая» и его бывший агент. Через день после того, как Рибери объявил о своих планах, официальные лица «Галатасарая» и его тренер, Эрик Геретс, осудили футболиста за предательство клуба и заявили о своих намерениях обратиться в ФИФА.
В июле 2005 года ФИФА вынес решение в пользу Рибери, отклонив все доводы «Галатасарая». В ответ на это турецкий клуб объявил о своём намерении оспорить решение ФИФА, обратившись в Спортивный арбитражный суд. В апреле 2007 года их апелляция была отклонена судом, который заявил, что, во-первых, Рибери аннулировал свой контракт с турецким клубом в конце сезона 2004/2005 по справедливым основаниям, а, во-вторых, «Галатасарай» не имел права на компенсацию, которая была запрошена у «Марселя» и оценена в 10 млн евро.

#### Дебютный сезон и лучший молодой игрок года (2005—2006)
В клубе Рибери получил 7-й номер и дебютировал 30 июля 2005 года в матче против «Бордо», проигранном со счётом 0:2, в котором получил жёлтую карточку. 17 сентября Франк забил свой первый гол за клуб в матче против «Труа», который «Марсель» выиграл со счётом 2:1. В течение следующих двух недель он забил гол и отдал голевую передачу в матче со своим бывшим клубом «Мецем» и забил гол в матче против «Ниццы». 19 ноября 2005 года Рибери забил победный гол в матче с «Нантом». Этот гол был забит почти с 35 метров (1400 дюймов) и позже был признан лучшим голом года в чемпионате.
В Кубке Франции Рибери оформил дубль в матче против «Гавра», отдал голевую передачу в четвертьфинальном матче с клубом «Олимпик Лион» и забил первый гол в полуфинальном матче против «Ренна», который закончился со счётом 3:1 в пользу «Марселя». В финальном матче Кубка Франции 2006 года клубу из Марселя противостоял столичный ПСЖ, «Марсель» проиграл со счётом 1:2.
На международной арене Рибери забил 2 гола в Кубке Интертото: сперва уроженец Булонь-сюр-Мера забил гол в матче против итальянского «Лацио», а в матче с испанским «Депортиво», в котором был удалён с поля уже на 12-й минуте матча, успел отметиться голом на 4-й минуте. В Кубке УЕФА Франк забил гол в матче против клуба «Болтон Уондерерс», игравшего на тот момент в Английской Премьер-лиге. Позже Рибери был назван лучшим молодым игроком года по версии UNFP — Национального союза профессиональных футболистов.
По итогам сезона 2005/2006 Рибери сыграл в 53 матчах, забил 12 голов и отдал 7 голевых передач.

#### Борьба с травмами и последний сезон во Франции (2006—2007)
После успешного выступления Рибери на чемпионате мира по футболу 2006 началась настоящая трансферная война за футболиста. «Арсенал» предлагал за него 15 млн евро, а «Реал Мадрид» — 30, по словам директора «Марселя». «Лион» также был заинтересован в услугах Рибери, а Папе Диуф, тогдашний президент клуба из Марселя, обвинил президента «Лиона» Жана-Мишеля Ола в попытках переманить игрока в свой клуб. Стало известно, что Ола посещал сборную Франции и лично Франка во время чемпионата мира. «Марсель» продолжал настаивать на том, что Рибери не продаётся, ведь контракт футболиста с клубом действовал ещё почти 4 года. 11 августа 2006 года игрок подтвердил своё намерение остаться в клубе на сезон 2006/2007.
Новую кампанию 2006/2007 Рибери начал на высокой ноте, забив во втором матче клуба в сезоне против «Осера». 11 ноября 2006 года Рибери получил серьёзную травму паха в матче с «Лиллем» (0:1). Полученная травма означала, что Рибери пропустит несколько недель и вернётся после зимнего перерыва. Вернувшись в январе, он оформил дубль во втором матче против «Осера». В следующем месяце Рибери получил травму стопы в матче против «Тулузы», что повлекло за собой пропуск четырёх матчей лиги и одного матча кубка.
В Кубке Франции Рибери со своим клубом второй раз подряд вышел в финал турнира благодаря победе в полуфинальном матче против «Нанта» со счётом 3:0, в котором он отметился забитым голом. Перед финальным матчем «Марсель» считался явным фаворитом в противостоянии с клубом «Сошо». Однако «Сошо» победил «Марсель» в серии пенальти 5:4 после того, как дополнительное время не выявило победителя — 2:2. По итогам сезона «Олимпик Марсель» занял второе место в чемпионате, этот результат стал лучшим с сезона 1998/1999, а Рибери получил награду футболисту года во Франции, вручаемую спортивным изданием France Football.

### «Бавария»

#### Адаптация в Мюнхене и «золотой дубль» (2007—2008)
Высокая сумма трансфера стала причиной прекращения борьбы за Франка Рибери таких футбольных клубов, как «Манчестер Юнайтед» и «Реал», а вот «Бавария», как раз в это время принявшаяся за радикальное изменение состава, внезапно приняла дорогое предложение. По итогам прошедшего сезона «Бавария» заняла только 4 место в чемпионате Германии, оставшись без Лиги чемпионов. Это стало настоящей трагедией для мюнхенского клуба, и руководство выделило 100 миллионов евро на приобретение новых игроков. Таким образом, Рибери перешёл в «Баварию» 7 июня 2007 года за рекордные для клуба 25 миллионов евро, подписав четырёхлетний контракт. Его годовая зарплата составила 4 миллиона евро. В новой команде Рибери получил номер 7, который освободился после того, как в конце прошедшего сезона завершил карьеру Мехмет Шолль. Рибери дебютировал в новой команде через месяц в товарищеском матче против клуба «Герн» и забил 2 мяча, а матч закончился со счётом 18:0. Полноценный дебют Рибери состоялся 21 июля 2007 года в матче против «Вердера» в Кубке немецкой лиги, где футболист забил 2 гола и отдал голевую передачу. Ещё один гол француз забил в полуфинальном матче кубка лиги против «Штутгарта», действующего на тот момент чемпиона Германии. Из-за травмы Рибери не смог сыграть в финальном матче, в котором Бавария одолела «Шальке 04» со счётом 1:0. По итогам турнира Рибери стал лучшим бомбардиром с 3 забитыми голами.
Рибери забил свой первый гол в чемпионате за «Баварию» 18 августа на 31-й минуте в матче с «Вердером» (4:0), реализовав пенальти. Далее последовала двухмесячная серия без забитых в немецком чемпионате мячей, которая прервалась, когда Рибери в матче с «Бохумом» (2:1) поучаствовал во всех голах своей команды, забив гол и отдав голевой пас. Месяц спустя Рибери снова забил гол и отдал голевой пас в матче против «Вольфсбурга», завершившемся победой со счётом 2:1.
В Кубке Германии француз забил 2 гола и отдал 4 голевые передачи в 5 матчах «Баварии». Он забил свой первый гол 27 февраля 2008 года в дерби с «Мюнхен 1860», реализовав пенальти на последней, 120-й минуте второго дополнительного тайма. В полуфинале против «Вольфсбурга» Рибери забил первый гол своей команды, а матч закончился со счётом 2:1, открыв дорогу к финалу против «Боруссии Дортмунд». В финале он отдал голевую передачу на Луку Тони, а «Бавария» завоевала свой 14-й Кубок Германии по футболу, одолев «Боруссию» в дополнительное время со счётом 2:1.
В Кубке УЕФА «Бавария» пробилась в полуфинал, Рибери забил 3 гола в турнире, в том числе гол в победном матче против испанского «Хетафе» в четвертьфинале.
По итогам сезона 2007/2008 Рибери провёл 46 матчей во всех турнирах, помог завоевать «Баварии» дубль (Чемпионат Германии + Кубок Германии), забив 19 голов и отдав 20 голевых передач. За свои успехи Рибери был назван футболистом года в Германии 2007/2008, а также второй раз подряд стал обладателем приза лучшему футболисту года во Франции.

#### Сезон 2008/2009
Из-за разрыва связок лодыжки на Евро-2008 Рибери начал сезон в «Баварии» только 24 сентября 2008 года в матче Кубка Германии против «Нюрнберга» (2:0), выйдя на замену на 65-й минуте. Три дня спустя он провёл первый матч в новом сезоне чемпионата, а через месяц забил свой первый гол в сезоне в матче против «Вольфсбурга» (4:2), в котором «Бавария» отыгралась со счёта 0:2. После этого матча Рибери забил в пяти матчах лиги подряд, благодаря чему клуб продлил свою беспроигрышную серию. 10 декабря он завершил первую половину сезона, забив гол и отдав две голевые передачи в матче против «Лиона» в Лиге чемпионов. По итогам 2008 года Рибери занял третье место после Криштиану Роналду и Лионеля Месси в Onze d’Or. Он был номинирован французским журналом France Football на награду Золотой мяч 2008 года, выигранную Криштиану Роналду.
В дебютном матче Рибери в 2009 году «Бавария» выиграла в матче Кубка Германии против «Штутгарта» (5:1), а сам футболист забил гол и отдал голевую передачу. 24 февраля 2009 года он забил дубль в матче 1/8 финала Лиги чемпионов против «Спортинга» (5:0). «Бавария» покинула турнир в следующем раунде, проиграв чемпиону Испании «Барселоне» по сумме двух матчей 5:1, а Рибери забил единственный гол в ответном матче (1:1) на Альянц Арене. «Бавария» не смогла защитить свой титул в чемпионате, уступив «Вольфсбургу», несмотря на то, что потерпела поражение только дважды в своих последних 13 матчах. Рибери закончил сезон, проведя 36 игр, забив 14 мячей и отдав 20 голевых передач.

#### Сезон 2009/2010
После сезона 2008/2009 стали появляться постоянные слухи относительно доступности Рибери на трансферном рынке. Несмотря на то, что президент «Баварии» Ули Хёнесс, председатель правления Карл-Хайнц Румменигге и новый тренер Луи ван Гал заявили, что футболист не будет продан, многие СМИ объявили, что английские клубы «Челси» и «Манчестер Юнайтед», испанские клубы «Барселона» и «Реал Мадрид», итальянский «Интер» проявляют большой интерес к игроку, и многие из них готовы предложить до 65 миллионов евро за него. Для того, чтобы подавить интерес, Хёнесс заявил, что Рибери уйдёт только за 100 миллионов евро.

Надеюсь, он останется. Для меня он, вместе с Лионелем Месси и Криштиану Роналду, является одним из лучших игроков в мире.
Оригинальный текст (англ.)I hope he stays. For me, he’s up there with Lionel Messi and Cristiano Ronaldo as one of the best players in the world.
— Бывший игрок и президент «Баварии» Франц Беккенбауэр про будущее Рибери в клубе
Рибери начал сезон 2009/2010, борясь с тендинитом в левом колене, однако смог принять участие в первых матчах сезона. Первый гол в сезоне Франк забил в матче против дортмундской «Боруссии» (5:1), реализовав штрафной удар. После этого Рибери пробежал через всё поле, ускользая от товарищей по команде и с энтузиазмом прыгнул на руки своего тренера Луи ван Гала. Это событие положило конец разговорам в СМИ об их плохих отношениях. В начале октября тендинит начал влиять на его игру, в результате чего Рибери пропустил оставшуюся часть года и матчи плей-офф Чемпионата мира по футболу против Ирландии.
23 января 2010 года Рибери вернулся в команду, выйдя на замену в матче чемпионата против «Вердера» (3:2). 10 февраля он забил первый гол в новом году, отличившись в матче Кубка Германии против «Гройтера» (6:2). 31 марта Рибери сравнял счёт в первом четвертьфинале Лиги чемпионов против «Манчестер Юнайтед», отличившись ударом со штрафного с рикошетом от нападающего манкунианцев Уэйна Руни. В следующем матче клуба Франк забил первый гол в матче против «Шальке-04» (2:1).
20 апреля в полуфинале Лиги чемпионов против «Лиона» Рибери был удалён судьёй матча Роберто Розетти за грубую игру против нападающего Лисандро Лопеса. Удаление привело к тому, что футболист пропустил ответный матч в Лионе, после которого «Бавария» вышла в финал Лиги чемпионов УЕФА. 28 апреля Рибери получил дисквалификацию на три матча от дисциплинарного комитета УЕФА. Это означало, что Рибери пропустит финал. Следуя правилам, «Бавария» объявила о намерении обжаловать это решение. 5 мая апелляция клуба была рассмотрена Апелляционным комитетом УЕФА, который оставил в силе дисквалификацию Рибери. Однако сразу после этого «Бавария» объявила о своём намерении обратиться в спортивный арбитражный суд.
15 мая Рибери забил третий гол в матче в финале Кубка Германии против «Вердера» (4:0). Через два дня апелляция Рибери была рассмотрена спортивным арбитражным судом и была отклонена, что означало, что футболист официально пропустит финал Лиги чемпионов УЕФА против миланского «Интера» 22 мая. «Бавария» проиграла этот матч со счётом 2:0. 20 мая немецкая газета Bild объявила, что Рибери согласился на новый пятилетний контракт с «Баварией» и подпишет контракт по прибытии в Мадрид, где он будет наблюдать, как его товарищи по команде играют в финале Лиги чемпионов. 23 мая, на следующий день после финала, клуб официально подтвердил соглашение. Согласно сообщениям СМИ, зарплата Рибери составила 10 миллионов евро в год, что стало самой большой зарплатой футболиста в истории клуба.

#### Сезон 2010/2011
Рибери начал сезон 2010/2011 года здоровым впервые после своего дебютного сезона в клубе. Новый сезон в «Баварии» начался для Франка 16 августа 2010 года с матча против клуба «Германия Виндек» (4:0) в первом раунде Кубка Германии, в котором он забил свой первый гол в сезоне. Четыре дня спустя в матче-открытии чемпионата против «Вольфсбурга» (2:1) он отдал голевую передачу Бастиану Швайнштайгеру, что принесло команде победу в матче. 21 сентября в матче против «Хоффенхайма» (2:1) Рибери был вынужден покинуть поле из-за травмы лодыжки. Повреждение было признано серьёзным, предполагаемый срок восстановления составил 4 недели.
Несмотря на первоначальный диагноз, Рибери пропустил два месяца и вернулся в команду 14 ноября в матче чемпионата против «Нюрнберга». Неделю спустя Франк подвергся критике со стороны тренера Луи ван Гала за свою игру в товарищеском матче против «Унтерхахинга», который был организован, чтобы помочь ему и другим травмированным игрокам основной команды набрать физическую форму. Хотя Ван Гал был разочарован игрой нескольких своих игроков, он выделил Рибери, заявив: «Он [Рибери] не приложил никаких усилий и не проявил никакой заинтересованности». Однако после этого игрок вышел на замену на 61-й минуте в следующем матче чемпионата против «Байера». 8 декабря Рибери забил дубль в матче против швейцарского клуба «Базель» (3:0) в Лиге чемпионов.
15 января в первом матче «Баварии» после зимнего перерыва против «Вольфсбурга» Рибери получил травму ноги в первом тайме после подката со стороны бразильского полузащитника Жозуэ. Первоначало СМИ сообщили, что футболист получил серьёзную травму, из-за которой, возможно, подвергнется хирургическому вмешательству, чтобы восстановить порванные связки. Однако дальнейшее медицинское обследование показало, что Рибери получил растяжение, из-за которого пропустил две недели. Он вернулся в команду 5 февраля в матче чемпионата против «Кёльна». 12 февраля Рибери отдал две голевые передачи в матче против «Хоффенхайма» (4:0).
После победы команды над «Майнцем» 19 февраля Рибери провёл серию из 5 матчей, в которых отметился результативными действиями. 26 февраля он помог забить единственный гол команды в матче против дортмундской «Боруссии» (1:3). В следующем матче против «Ганновера 96» (1:3) он снова отдал голевую передачу Арьену Роббену. 12 марта Рибери провёл, возможно, лучший матч в сезоне, забив гол и отдав три голевые передачи в матче против «Гамбурга» (6:0). В следующем матче «Баварии» с «Фрайбургом» он помог открыть счёт в матче Марио Гомесу, а затем забил победный гол, принёсший победу со счётом 2:1. 2 апреля в матче против мёнхенгладбахской «Боруссии» Рибери отдал голевую передачу Роббену, забившему победный мяч. Результативная серия француза завершилась 11 апреля в матче против «Нюрнберга» (1:1). Шесть дней спустя Рибери забил последний гол в матче против «Байера» (5:1).

#### Сезон 2011/2012
Перед началом сезона 2011/2012 года Рибери получил травму лодыжки во время предсезонной тренировки, в результате чего покинул тренировочную площадку при помощи медицинской бригады клуба. Несмотря на опасения, после осмотра клубные врачи сделали заключение, что травма оказалась не такой серьёзной, как предполагалось, а футболист пропустил только один матч Кубка Германии против брауншвейгского «Айнтрахта» (3:0) 1 августа 2011 года. Рибери провёл первую игру в сезоне через неделю, отыграв весь матч против мёнхенгладбахской «Боруссии» (0:1). На следующей неделе в матче против «Вольфсбурга» (1:0) он отдал голевую передачу Луису Густаво, забившему победный мяч. Свой первый мяч в сезоне Рибери забил в следующем матче чемпионата против «Гамбурга» (5:0). После перерыва на игры сборных 10 сентября он забил дубль и отдал голевую передачу в домашнем матче против «Фрайбурга» (7:0). Неделю спустя Рибери отдал две голевые передачи в матче против «Шальке-04» (2:0).
После октябрьского международного перерыва Рибери снова отметился результативными действиями в матче против «Герты» (4:0), забив и отдав две голевые передачи. 29 октября он забил победный гол в матче против «Аугсбурга» (2:1). 22 ноября Рибери забил свой первый гол в новом розыгрыше Лиге чемпионов испанскому клубу «Вильярреал» на групповом этапе. Он отметился забитыми мячами в обоих таймах, принеся «Баварии» победу со счётом 3:1, которая позволила клубу выйти в плей-офф турнира. 3 декабря Рибери забил два мяча в ворота в матче с «Вердером» (4:1). Победа в лиге вернула «Баварию» на первое место в лиге после кратковременной серии из поражений в конце ноября. После безголевой серии, продолжавшейся два месяца, 8 февраля 2012 года Рибери забил победный гол в матче против «Штутгарта» (2:0) в четвертьфинале Кубка Германии. Благодаря этому голу француз отметился забитым мячом в каждом официальном турнире, в котором принимал участие в составе «Баварии» с 2007 года.
26 февраля Рибери забил два мяча в матче против «Шальке-04». Две недели спустя в матче против «Хоффенхайма» (7:1) он забил ещё один гол и отдал голевые передачи Тони Кроосу, Арьену Роббену и Марио Гомесу. В полуфинале Кубка Германии Рибери реализовал второй удар в серии пенальти против мёнхенгладбахской «Боруссии» (0:0). Победа в серии пенальти вывела «Баварию» в финал Кубка Германии в 18-й раз. 17 апреля Рибери забил гол в ворота мадридского «Реала» (2:1) в первом матче полуфинала Лиги чемпионов. Через два дня после матча немецкое издание Sport Bild сообщило, что во время перерыва Франк подрался в раздевалке с Арьеном Роббеном. Также издание сообщило, что «было проведено совещание с целью прояснить ситуацию», Рибери «извинился и получил штраф за свои действия». В следующем матче команды с «Вердером» он вышел на замену и забил победный гол на 90-й минуте. 12 мая 2012 года Рибери забил в финале Кубка Германии, однако «Бавария» проиграла со счётом 5:2 дортмундской «Боруссии». В дополнительное время в финале Лиги чемпионов УЕФА 2012 года против «Челси» (1:1) футболист получил травму после нарушения со стороны Дидье Дрогба. «Бавария» в итоге проиграла матч в серии пенальти.

#### Сезон 2012/2013
Франк начал новый сезон 12 августа 2012 года с победы в Суперкубке Германии против дортмундской «Боруссии» (2:1), в котором отдал голевую передачу Марио Манджукичу. 2 сентября 2012 года Рибери провёл первый матч в чемпионате против «Штутгарта» (6:1). 6 октября 2012 года он отметился двумя забитыми мячами в домашнем матче против «Хоффенхайма», которые остались единственными в данной встрече. 3 марта 2013 года в гостевом матче против «Хоффенхайма» (1:0) Рибери отдал голевую передачу Марио Гомесу, забившему победный мяч. 6 апреля 2013 года в 28 туре чемпионата «Бавария» победила франкфуртский «Айнтрахт» со счётом 1:0 и досрочно стала чемпионом Германии. Сезон завершился 25-очковым отрывом от дортмундской «Боруссии», при этом было забито 98 мячей и пропущено всего 18. По его итогам «Бавария» набрала 91 очко, установив тем самым новый национальный рекорд.
2 октября 2012 года Рибери забил гол в матче против белорусского БАТЭ, который завершился сенсационным поражением немецкого клуба со счётом 1:3. 7 ноября 2012 года Рибери отдал голевую передачу в матче против «Лилля» (6:1). 23 апреля 2013 года в первом полуфинале Лиги чемпионов УЕФА «Бавария» одержала победу со счётом 4:0 над «Барселоной». 1 мая в ответном матче Рибери принял участие в двух голах команды. Сначала на 72-й минуте после его прострела срезал мяч в свои ворота защитник каталонского клуба Жерар Пике, а через четыре минуты Томас Мюллер забил после его навеса. «Бавария» выиграла на Камп Ноу 3:0 и вышла в финал. 25 мая 2013 года в составе клуба Рибери стал победителем Лиги чемпионов УЕФА, выиграв у дортмундской «Боруссии» в финале со счётом 2:1. В этом матче на 88-й минуте Франк отдал голевую передачу Арьену Роббену, забившему победный мяч.
18 декабря 2012 года в матче 1/8 финала Кубка Германии против «Аугсбурга» (2:0) Рибери отдал голевую передачу на Марио Гомеса и был удалён с поля на 47-й минуте за удар в лицо Ку Джа Чхолю. Впоследствии он получил за свой поступок два матча дисквалификации в Кубке. 1 июня 2013 года в финале Кубка Германии «Бавария» обыграла «Штутгарт» со счётом 3:2. Таким образом, по итогам сезона клуб завоевал требл (то есть выиграл чемпионат, Кубок Германии и Лигу чемпионов), став седьмой командой с подобным достижением в европейской истории. Рибери был одним из лучших игроков «Баварии» в сезоне: он забил 13 мячей и отдал 27 голевых передач в 52 матчах во всех турнирах. Кроме того, футболист стал лучшим ассистентом чемпионата Германии, отдав 14 голевых передач в 24 матчах.

#### Сезон 2013/2014
В июне 2013 года Франк Рибери продлил свой контракт с клубом до 2017 года. В августе 2013 года Рибери получил приз лучшему футболисту года в Европе от УЕФА. Новый сезон для французского футболиста стартовал 9 августа 2013 года с домашнего матча против мёнхенгладбахской «Боруссии» (3:1), в котором он отметился двумя голевыми передачами. 30 августа 2013 года Рибери принял участие в поединке за Суперкубок УЕФА против «Челси», в котором отметился забитым мячом. Матч завершился победой в серии пенальти после того, как дополнительное время завершилось со счётом 2:2. 21 декабря 2013 года в составе «Баварии» стал клубным чемпионом мира по футболу 2013 года в Марракеше, Марокко, победив клуб «Раджа Касабланка» со счётом 2:0 в финале. По итогам турнира Рибери был признан его лучшим игроком.
В декабре 2013 года журнал France Football признал Рибери футболистом года во Франции в третий раз в его карьере. Кроме того, он был признан лучшим игроком года в чемпионате Германии. Также футболист вошёл в состав команды года УЕФА 2013. В 2013 году Рибери занял четвёртое место в списке лучших игроков мира по версии The Guardian. В 2014 году он был признан лучшим атакующим полузащитником в Европе, согласно исследованию, проведённому футбольной обсерваторией CIES. 13 января 2014 года он занял третье место премии Золотой мяч, уступив Криштиану Роналду и Лионелю Месси. В дальнейшем француз не раз признавался, что так и не смирился с тем, что не стал обладателем этого трофея в 2013 году, и назвал это главной несправедливостью в своей карьере.

Я полагал, что должен был выиграть «Золотой мяч». Даже сейчас считаю, что я этого заслуживал. До сих пор не смирился с этим, ведь сделал всё возможное, чтобы получить награду. Я выиграл всё с «Баварией». Выступить лучше было невозможно! Тогда я очень, очень, очень сильно провёл год в индивидуальном плане, как в клубе, так и в сборной. Мне было нечему завидовать по отношению к Роналду или Месси. Пережил третье место, как ужасную несправедливость. Десять тысяч раз задавал себе вопрос: почему не я? Чем больше об этом думал, тем больше раздражался. Непонятно, почему так произошло.
Оригинальный текст (фр.)Je me voyais Ballon d'Or. C'est la vérité. Encore aujourd'hui, je pense que je méritais ce Ballon d'Or. Je n'ai toujours pas digéré. J'ai tout fait pour l'avoir. J'ai rempli toutes les cases. J'ai gagné tout ce qu'il était possible de gagner avec le Bayern. Je ne pouvais pas faire mieux! J'ai fait une très, très, très grande année personnelle, avec mon club mais également avec la sélection. Je n'avais rien à envier à Cristiano Ronaldo ou Lionel Messi, cette année-là. J'ai vécu cette troisième place comme une terrible injustice. Je me suis posé 10 000 fois la question: pourquoi pas moi? Plus je réfléchissais, plus j'étais dégoûté. Tout n'était pas clair.
— Рибери в интервью L’Equipe
25 марта 2014 года в матче против «Герты» (3:1) Рибери забил последний гол команды, выйдя на замену на 54-й минуте. Благодаря победе в этом матче «Бавария» досрочно стала чемпионом Германии. В этом сезоне Рибери получил ряд травм, но забил 10 голов в чемпионате всего в 22 матчах. Клуб покинул Лигу чемпионов 2013/2014 на стадии полуфинала, проиграв по сумме двух матчей мадридскому «Реалу» со счётом 5:0. 17 мая 2014 года Рибери стал обладателем Кубка Германии, в финале в дополнительное время была обыграна «Боруссия» Дортмунд со счётом 2:0.

#### Сезон 2014/2015
Перед началом сезона Рибери получил травму спины, из-за которой пропустил чемпионат мира, Суперкубок и два тура чемпионата Германии. 13 сентября 2014 года он вернулся на поле в матче против «Штутгарта», в котором отметился забитым мячом. Однако перед следующим матчем против «Манчестер Сити» в Лиге чемпионов УЕФА Рибери получил травму колена, из-за которой пропустил ещё месяц. Возвращение футболиста на поле состоялось 18 октября 2014 года в матче против «Вердера» (6:0).
6 декабря 2014 года в матче против «Байера» (1:0) Рибери забил победный гол, который стал для него сотым в составе «Баварии». Данная отметка покорилась футболисту в его 287-м матче за клуб. 11 марта 2015 года в ответном матче 1/8 финала Лиги чемпионов против донецкого «Шахтёра» (7:0) он забил гол и получил серьёзную травму правой лодыжки, из-за которой не провёл больше ни одного матча в сезоне и восстанавливался почти девять месяцев. По итогам сезона «Бавария» снова стала чемпионом Германии.

#### Сезон 2015/2016
5 декабря 2015 года Рибери вернулся в футбол в матче чемпионата против мёнхенгладбахской «Боруссии» (1:3), выйдя на 75-й минуте на замену вместо Роберта Левандовского и отличившись забитым мячом на 81-й минуте. Однако уже 9 декабря в матче Лиги чемпионов УЕФА против загребского «Динамо» (2:0) получил травму бедра и покинул поле после первого тайма.
20 февраля 2016 года после нескольких месяцев в лазарете Рибери снова вернулся на поле в матче чемпионата против «Дармштадта 98» (3:1), выйдя на замену на 53-й минуте вместо Кингсли Комана. 7 мая 2016 года в 33 туре чемпионата против «Ингольштадта» (2:1) Рибери заработал пенальти, реализованный Робертом Левандовским. Победа в этом матче принесла футболисту звание чемпиона Германии в четвёртый раз подряд и в шестой раз в карьере. 21 мая 2016 года Рибери стал обладателем Кубка Германии в пятый раз в своей карьере благодаря победе по пенальти в матче с дортмундской «Боруссией».

#### Сезон 2016/2017
14 августа 2016 года «Бавария» завоевала Суперкубок Германии в матче против дортмундской «Боруссии», выиграв со счётом 2:0. В матче-открытии нового сезона чемпионата Германии «Бавария» выиграла у «Вердера» со счётом 6:0 на Альянц Арене, а Рибери забил свой первый гол в сезоне. 27 ноября 2016 года Франк продлил контракт с клубом ещё на один год. Победив «Вольфсбург» со счётом 6:0 в 31 туре, «Бавария» на десять очков опередила «РБ Лейпциг» и в 27-й раз в своей истории стала чемпионом Германии.
В четвертьфинале Кубка Германии «Бавария» разгромила «Шальке 04» (3:0) благодаря удачной игре Роберта Левандовского (две гола и голевой пас) и Франка Рибери (две голевые передачи). В полуфинале кубка против «Боруссии» Дортмунд Рибери снова отметился голевой передачей, но «Бавария» проиграла этот матч со счётом 2:3.
В Лиге чемпионов «Бавария» пробилась в четвертьфинал, где уступила мадридскому «Реалу», а Рибери отдал голевые передачи в матчах группового этапа против «Ростова».

#### Сезон 2017/2018
Рибери начал сезон 2017/2018 с завоевания Суперкубка Германии благодаря победе в серии пенальти в матче против «Боруссии» Дортмунд (2:2). В этой игре он отыграл все 90 минут и реализовал послематчевый пенальти. 12 сентября в матче Лиги чемпионов УЕФА против «Андерлехта» (3:0) он был заменён на 78-й минуте матча, после чего снял свою футболку и в гневе бросил её на скамейку запасных. Впоследствии игрок извинился за свой поступок, и после разговора с тренером конфликт был исчерпан. По сообщениям СМИ, Рибери был одним из пяти футболистов, выражавших недовольство тренером «Баварии» Карло Анчелотти, который в результате был уволен после следующего матча Лиги чемпионов против ПСЖ (0:3). 1 октября в матче против «Герты» (2:2) Франк повредил связки левого колена, вследствие чего пропустил несколько месяцев. 2 декабря Рибери вернулся на поле в матче против «Ганновера 96» (3:1) и стал рекордсменом «Баварии» по количеству игр среди иностранных футболистов в чемпионате Германии (235 матчей), обогнав по этому показателю бывшего игрока «Баварии» Хасана Салихамиджича. Вскоре после этого француз побил аналогичный рекорд по числу игр во всех соревнованиях (366 матчей), снова обойдя Салихамиджича. 7 апреля 2018 года «Бавария» разгромила «Аугсбург» со счётом 4:1 и в шестой раз подряд стала чемпионом Германии, а Рибери стал рекордсменом чемпионата по количеству чемпионских титулов, завоевав звание чемпиона в восьмой раз в карьере. 7 мая 2018 года Франк снова продлил свой контракт с немецким клубом до июня 2019 года. Он закончил сезон с шестью голами и пятью голевыми передачами.

#### Сезон 2018/2019
12 августа 2018 года Рибери начал новый сезон, отыграв весь матч за Суперкубок Германии против франкфуртского «Айнтрахта». «Бавария» разгромила соперника со счётом 5:0, в очередной раз завоевав трофей. 10 ноября после проигранного со счётом 2:3 матча против дортмундской «Боруссии» Рибери ударил французского журналиста Патрика Гийю за критику своей игры. Вскоре после этого футболист встретился со своим соотечественником и принёс ему извинения за своё поведение, в результате чего тот не стал обращаться в суд. В связи с данным инцидентом француз был лишён премии Бэмби, которую должен был получить вместе со своим одноклубником Арьеном Роббеном.
5 мая 2019 года «Бавария» объявила, что Рибери покинет клуб по окончании сезона, а в 2020 году будет проведён прощальный матч. По утверждению физиотерапевта «Баварии» Джанни Бьянки, Рибери мог остаться в мюнхенском клубе ещё на год, но покинул команду из-за того, что больше не чувствовал себя центральной фигурой.

Когда я приехал в «Баварию», то моя мечта сбылась. Прощание будет нелегким, но мы никогда не забудем того, чего достигли вместе. Мы выиграли более 20 титулов.
Оригинальный текст (англ.)When I came to Bayern, it was a dream come true. It won't be easy to say goodbye, but we must never forget what we've achieved together, we've won so much together - more than 20 honours.
— Франк Рибери на пресс-конференции, посвящённой своему уходу из клуба

Франк и Арьен — выдающиеся футболисты. «Бавария» благодарна обоим за многое и организует великолепные и эмоциональные проводы. Они были важной частью самого успешного десятилетия в истории «Баварии».
Оригинальный текст (англ.)Franck and Arjen are great players. Bayern have a lot to thank them for and will give them a great and emotional farewell. They helped to shape Bayern’s most successful decade with fantastic football.
— Председатель правления «Баварии» Карл-Хайнц Румменигге
18 мая 2019 года Рибери вышел на замену в последнем матче чемпионата против «Айнтрахта», в котором решалась судьба чемпионского титула. После сольного прохода Франк забил гол, позже признанный лучшим голом сезона в чемпионате Германии. «Бавария» выиграла матч со счётом 5:1, благодаря чему Рибери стал чемпионом Германии в девятый раз и абсолютным рекордсменом по этому показателю. 25 мая 2019 года «Бавария» разгромила «РБ Лейпциг» со счетом 3:0 в финале Кубка Германии, таким образом француз в шестой раз стал обладателем трофея. Рибери вышел на замену на 87-й минуте и вошёл в историю турнира, установив рекорд по числу проведённых финальных матчей (8). По итогам выступлений за «Баварию» Рибери завоевал 24 трофея, что стало клубным рекордом.

### «Фиорентина»
В 2019 году Рибери перешёл в «Фиорентину» на правах свободного агента. 24 августа 2019 года дебютировал за итальянский клуб, выйдя на замену в концовке стартового матча чемпионата против «Наполи» (3:4). 22 сентября отметился первым забитым мячом в составе «Фиорентины» в матче 4 тура против «Аталанты». По итогам сентября был признан лучшим футболистом Серии A
27 октября после окончания матча 9 тура против «Лацио» игроки «Фиорентины» выразили недовольство решением главного арбитра засчитать победный гол Чиро Иммобиле, забитый на 89-й минуте. По мнению игроков, арбитр должен был зафиксировать фол в атаке и отменить взятие ворот. В ходе потасовки с участием игроков, судей и других официальных лиц матча Рибери несколько раз толкнул линейного арбитра и получил красную карточку. Позднее игрок извинился за свое поведение в Твиттере. По итогам инцидента Франк был дисквалифицирован на 3 матча и оштрафован на 20000 евро.
30 ноября в матче против «Лечче» (0:1), после подката Панайотиса Тахцидиса, получил травму медиальной коллатеральной связки правой лодыжки, из-за чего ему пришлось перенести операцию и не выходить на поле до конца февраля 2020 года. Он завершил сезон с 21 матчем и 3 голами.
29 января 2021 года Рибери забил свой первый гол в новом сезоне клубу «Торино» (1:1). Затем он забил ещё один гол в матче против «Милана» (2:3) 21 марта после того, как почти полностью пропустил февраль из-за мышечных проблем. По итогам сезона Рибери провёл 30 матчей и забил 2 гола во всех соревнованиях. 1 июля 2021 года контракт Рибери с «Фиорентиной» истек, и он покинул клуб в статусе свободного агента.

### «Салернитана»
6 сентября 2021 года итальянская «Салернитана» объявила о подписании Рибери в качестве свободного агента. Он подписал с клубом годичный контракт с автоматическим продлением в случае сохранения прописки в чемпионате Италии к концу сезона. Франк дебютировал за «морских коньков» уже 12 сентября, выйдя на замену в матче против «Торино». Назначенный капитаном команды, Рибери сыграл всего 23 игры в лиге из-за повторяющихся травм.
Так как «Салернитана» избежала вылета к последнему туру сезона, контракт Рибери был автоматически продлён ещё на один год. Однако в следующем сезоне 2022/2023 Франку удалось сыграть всего 36 минут в игре против «Ромы», поскольку он регулярно боролся с повторяющейся травмой колена, что привело к слухам о возможном досрочном завершении карьеры.
20 октября 2022 года Рибери расторг контракт с «Салернитаной» и объявил о завершении карьеры, но согласился остаться в клубе, войдя в тренерский штаб главного тренера Давиде Никола.

На прошлой неделе я думал о завершении карьеры, но не считал, что полностью готов к этому. Три месяца назад я чувствовал себя хорошо. Это была отличная предсезонная подготовка, но потом возникли первые боли в колене. В матче Серии А с «Ромой» я играл с болью. Я не хрупкий человек, но следующие два дня не мог двигаться. Врачи сказали, что ситуация очень серьёзная. Я пытался восстановиться, не мог поверить, что это заставит меня уйти. Я хотел сам решить, когда всё завершится.
Оригинальный текст (англ.)In the last week I have been thinking a bit more about this moment, but the truth is that I don’t really come to it prepared. Three months ago I was still feeling good. I had a great pre-season training camp, then the first pain in my knee after a triangular match in July.  At the first league game against Roma I played through the pain. I’m not a fragile person, but for the next three days I couldn’t move. The doctors said it was very serious. I tried to recover. I couldn’t believe that I was being forced to retire. I would have liked to choose when to retire.
— Франк Рибери о завершении карьеры

## Карьера в сборной
Перед тем, как начать играть за основную сборную, Рибери представлял сборную Франции до 21 года, дебютировав в её составе 3 сентября 2004 года в матче квалификации на чемпионат Европы среди молодёжных команд 2006 против Израиля (1:0). Пять дней спустя Франк впервые отметился забитым мячом за сборную в товарищеском матче со сборной Словакии (1:0). 15 ноября 2005 года он забил важный гол в стыковом матче квалификации против Англии (2:1), так как Франция победила 3:2 по сумме двух матчей и пробилась на турнир. Однако Рибери пропустил соревнование в связи с тем, что был включён в предварительный состав основной сборной Франции на чемпионат мира 2006 Раймоном Доменеком. В общей сложности он провёл за молодёжную сборную 13 матчей и забил два мяча.
Рибери дебютировал за основную сборную 27 мая 2006 года в матче против Мексики (1:0), выйдя на замену на 74-й минуте вместо нападающего Давида Трезеге. Хорошая игра Франка в товарищеских матчах перед чемпионатом мира привела к его включению в окончательную заявку сборной на турнир. Рибери сыграл во всех семи матчах Мундиаля, выйдя в стартовом составе в шести из них. 27 июня он забил первый гол Франции в плей-офф в матче против Испании (3:1), получив мяч от Патрика Виейра, обыграв Икера Касильяса и отправив мяч в пустые ворота. Он сыграл в финале, где Франция проиграла Италии по пенальти. В этом матче Рибери нанёс 3 удара и на сотой минуте был заменён на Трезеге. По итогам турнира футболист был признан одним из главных его открытий. В дальнейшем игра Рибери на чемпионате мира 2006 была признана образцовой для молодых футболистов и приводилась в пример в различных СМИ.
После завершения карьеры Зинедина Зидана ожидалось, что Рибери станет его преемником и лидером сборной. Он не мог забить за сборную почти полтора года, прежде чем реализовал пенальти в матче против Англии (1:0) 26 марта 2008 года на «Стад де Франс». Рибери посвятил забитый гол французскому комментатору Тьерри Жиларди, который умер днём ранее. На Евро-2008 Франция не оправдала возложенные ожидания, покинув турнир на стадии группового этапа, а Франк принял участие во всех трёх групповых матчах. 17 июня 2008 года в матче чемпионата Европы против Италии Рибери порвал связки левой лодыжки уже на 8-й минуте игры. Он вернулся в команду 11 октября 2008 года в квалификационном матче чемпионата мира по футболу против Румынии (2:2), забив первый гол команды. 28 марта 2009 года Рибери отправил единственный мяч в ворота сборной Литвы в гостевом матче. Три дня спустя он снова забил единственный гол в ворота литовцев, на этот раз в домашнем матче на «Стад де Франс», отличившись на 75-й минуте после передачи от Андре-Пьера Жиньяка.
11 мая 2010 года Рибери был включён в предварительный состав сборной Франции, состоявший из 30 человек, для участия на чемпионате мира 2010 года. Позднее он вошёл в окончательный состав сборной во второй раз за карьеру. Рибери вышел на поле во всех трёх групповых матчах. После первого матча команды против Уругвая Франк подвергся критике за свою игру бывшим игроком сборной Франции Жюстом Фонтеном, который поставил под вопрос его лидерские способности. Позже СМИ сообщили, что Рибери и нападающий Николя Анелька конфликтовали с полузащитником Йоанном Гуркюффом. После этого Анелька был отчислен из команды за оскорбления Раймона Доменека, а сборная Франции проиграла 2:0 Мексике.
20 июня Рибери появился вместе с Доменеком на футбольном шоу TF1 «Téléfoot», чтобы развеять слухи, связанные с командой, а также извиниться перед фанатами за игру национальной сборной в последние два года, заявив: «Мы [игроки сборной Франции] сильно страдаем из-за сложившейся ситуации. Я хотел бы извиниться перед всей страной». На следующий день команда бойкотировала тренировочный процесс в ответ на отчисление Анелька, а 21 июня вернулась на тренировки. В финальном матче группового этапа против хозяев турнира, сборной ЮАР, Рибери отдал голевой пас Флорану Малуда, этот гол стал единственным на чемпионате мира. Однако Франция проиграла матч со счётом 2:1, что привело к вылету команды с турнира. 6 августа Рибери был одним из пяти игроков, вызванных на слушания Дисциплинарного комитета Федерации футбола Франции (FFF) в связи с забастовкой команды на чемпионате мира. 17 августа он получил дисквалификацию на три матча за участие в этом инциденте. Рибери не присутствовал на слушании в связи с возражением его клуба.
17 марта 2011 года Рибери был вызван в национальную команду впервые после чемпионата мира 2010 года новым тренером Лораном Бланом. Он имел право вернуться в сборную с октября 2010 года после того, как отбыл три матча дисквалификации, но из-за травмы не смог принять участия в следующих матчах. 21 марта после прибытия в Клерфонтен перед матчами команды против Люксембурга и Хорватии Рибери принял участие в пресс-конференции, на которой извинился за своё поведение в течение 2010 года.

Понятно, что у меня был ужасный 2010 год со всех сторон. Я даже не буду говорить о травмах, которые беспокоили меня. В моей личной жизни, моё поведение, как футболиста, я выбрал неправильный путь и потерял себя. Я причинил боль людям, людям, которые мне очень дороги. Я разочаровал и даже шокировал многих людей, и я хочу извиниться.
Оригинальный текст (англ.)It's clear I had a horrible 2010 from all points of view. I won't even speak of the injuries that troubled me. But in my private life, my behaviour as a footballer, I went down the wrong roads, I lost myself. I hurt people, people who are very dear to me. I disappointed and even shocked many people and I want to apologise.
— Рибери комментирует, что произошло в течение 2010 года
25 марта он сыграл в первом матче после возвращения против Люксембурга (2:0) и участвовал во втором голе команды, который забил Йоанн Гуркюфф. В своём первом матче на «Стад де Франс» со времён участия на чемпионате мира 2006 против Хорватии (0:0) Рибери вышел на замену и подвергся насмешкам со стороны некоторой части болельщиков, хотя другая часть стадиона скандировала его имя.
После того, как Рибери регулярно выходил на поле в рамках отбора на чемпионат Европы 2012, 29 мая 2012 года он был вызван в сборную для участия в турнире. За два дня до этого Франк забил свой первый за три года гол за Францию в товарищеском матче против Исландии (3:2). 31 мая Рибери забил мяч в ворота сборной Сербии (2:0). Четыре дня спустя, в последнем из трёх матчей в рамках подготовки к Евро-2012, он забил первый гол в матче против Эстонии (4:0). В матче-открытии чемпионата Европы против Англии (1:1) Рибери отдал голевую передачу на Самира Насри. Сборная Франции дошла до четвертьфинала этого турнира, в котором уступила будущему победителю сборной Испании (0:2).
Рибери был включён в заявку сборной Франции на чемпионат мира 2014, однако 6 июня тренер сборной Дидье Дешам сообщил, что футболист пропустит турнир из-за травмы. Вскоре после этого, в августе 2014 года, Рибери завершил карьеру в сборной. Он объяснил, что причины такого решения «носят чисто личный характер».

## Стиль игры и личность
Рибери в основном играет на позиции вингера. Он быстрый, ловкий и отличный дриблер, который превосходно контролирует мяч у своих ног. Несмотря на то, что он лучше владеет правой ногой и использовался в качестве правого полузащитника во время периода своего становления во Франции, в феврале 2010 года на пресс-конференции во время паузы на игры сборных Рибери признался, что предпочитает играть на левом фланге, заявив: «Моё место находится слева». Хотя Франк часто играет на левом фланге в клубе, в сборной он не всегда играл на этой позиции из-за присутствия в её составе игроков с ведущей левой ногой, таких как Флоран Малуда. Рибери заявил, что его лучше всего использовать с левой стороны, сказав: «Это то место, где я наиболее свободен и лучший в своей голове». Игра слева также позволяет ему использовать ускорение и дриблинг для смещения в центр, что даёт ему возможность для прострела или совершения решающего прохода. Рибери также способен играть в центре поля в качестве атакующего полузащитника, где лучше всего проявляются его видение поля и навыки плеймейкера.
В статье УЕФА Рибери был назван провокатором во время игры, а также «любимцем публики — одной из тех редких пород футболиста, которые могут наслаждаться своими талантами, выражая их». Во время чемпионата мира 2006 года его наставником был плеймейкер национальной сборной Зинедин Зидан. Назвав его «жемчужиной французского футбола», Зидан также похвалил Рибери как человека, заявив: «Франк любит жизнь. Он такой игрок, который производит впечатление каждый раз, когда играет. Он обязательно станет важной фигурой в мире футбола».
Поведение Рибери на поле зачастую соответствует поведению игрока вне поля, так как его часто называют «шутником» и «проказником» одноклубники и другие игроки сборной. Полузащитник заявил, что юмор очень важен, признавая: «Важно всегда улыбаться, просыпаться и чувствовать себя хорошо. У нас [футболистов] отличная работа, нам нравится, что мы делаем, и нам весело». Среди наиболее заметных выходок Рибери — вождение трактора на поле во время одного из последних матчей в составе «Марселя», обливание водой вратаря «Баварии» Оливера Кана с крыши тренировочного центра в свой дебютный сезон в этом клубе и угон клубного автобуса с его последующим повреждением во время зимнего перерыва сезона 2008/2009.
Однако большую часть своей карьеры Рибери страдает от травм. С момента своего первого сезона в «Баварии», в котором он появился в 46 из 54 матчей клуба, футболист пропустил более 40 матчей из-за незначительных и серьёзных травм в последующие три сезона, преодолев барьер в 40 матчей только в сезоне 2011/2012. В преддверии сезона 2008/2009 он порвал связки одной из лодыжек во время игры за сборную, а в сезоне 2009/2010 боролся с тендинитом в левом колене. В следующем сезоне Рибери получил травму голеностопного сустава, в результате чего пропустил два месяца, несмотря на то, что изначально предполагаемый срок восстановления составлял четыре недели. Позже он перенёс аналогичную травму лодыжки в начале сезона 2011/2012. Рибери признал, что травмы привели к тому, что большая часть его пятилетней карьеры в «Баварии» была трудной, заявив в июле 2011 года: «Последние два года (сезоны 2009/2010 и 2010/2011) были сложнее, отчасти потому, что я всё время получал травмы. Для меня сейчас важно избежать каких-либо травм». 11 марта 2015 года в матче 1/8 финала Лиги чемпионов против «Шахтёра» он получил серьёзную травму правой лодыжки, из-за которой не провёл больше ни одного матча в сезоне и восстанавливался почти девять месяцев.

## Личная жизнь
Младшие братья Франсуа и Стивен Рибери — также футбольные игроки. Франсуа играл во многих любительских клубах Франции, в том числе в «Байонне» в Национальном чемпионате. Стивен в настоящее время является свободным агентом, последним клубом игрока был клуб «Сюрианска» из Суперэттан.
Франк принял ислам в 2006 году, получив имя Билал Юсуф Мохаммед. Рибери женат на алжиркe Вахибе и имеет двух дочерей: Хизия и Шахинез. Младшая дочь родилась 9 января 2008 года в Париже. 16 сентября 2011 года у пары родился сын Сейф-аль-Ислам. 14 мая 2015 года родился их четвёртый ребёнок — сын Мохаммед.

### Рекламные кампании
С тех пор, как Рибери стал игроком сборной, он участвует в многочисленных рекламных кампаниях. Он заключил контракт с американской спортивной компанией Nike и регулярно носит Nike Mercurial Vapor. Он появился в нескольких телевизионных рекламных роликах для Nike и во время сезона чемпионата Германии 2007/2008 годов снялся в одноразовом телевизионном шоу под названием «The Franck Ribéry Show», которое транслировалось по Direct 8 во Франции. В шоу, спонсируемом Nike, футболист участвовал в нескольких разнообразных скетчах. Также Рибери фигурирует в серии видеоигр EA Sports FIFA. В сезоне 2008/2009 он появился на французской обложке FIFA 09 вместе с другим игроком сборной Франции Каримом Бензема, а в FIFA 15 был девятым по рейтингу игроком.
25 мая 2010 года в его родном городе Булонь-сюр-Мер в преддверии чемпионата мира 2010 года был официально открыт рекламный щит с Рибери размером 27 на 30 метров. Он был аналогичен щиту, установленному в честь Зинедина Зидана в его родном городе Марселе во время его карьеры. Строительство рекламного щита было первоначально приостановлено из-за возможных последствий связи Рибери с несовершеннолетней проституткой.
Однако Региональный совет региона Нор — Па-де-Кале, который первоначально выступил против рекламного щита, вскоре согласился разрешить его строительство. Щит был проектом спонсора Рибери Nike и был выставлен на время чемпионата мира 2010 года. В преддверии чемпионата мира 2014 года он был одной из нескольких суперзвёзд, принявших участие в пятиминутном анимированном ролике Nike «Последняя игра», который стал вирусным.
Рибери появился в музыкальном клипе «Même pas fatigué!!!» от Magic System и Халеда. Сингл, выпущенный в 2009 году, пробыл семь недель на первом месте в SNEP French Singles Chart.

### Скандалы
18 апреля 2010 года французский телеканал M6 впервые сообщил о том, что четыре игрока сборной Франции были клиентами сети проституции, располагавшейся в ночном клубе в Париже, причём некоторые из женщин, возможно, были несовершеннолетними. В репортаже также говорилось, что двое из игроков были допрошены в качестве свидетелей судьёй Андре Дандо и группой магистратов. Кроме того, сообщалось, что один из них «является основным игроком в большом иностранном клубе», а другой «играет в чемпионате Франции». Позже, в тот же день, стало известно, что этими игроками являются Рибери и Сидней Гову. Вскоре выяснилось, что клиентами проституток были также Карим Бензема и Хатем Бен Арфа. Во время допроса Рибери, как сообщается, признался, что имел сексуальную связь с проституткой, но в тот момент не знал, что она была несовершеннолетней.
29 апреля 2010 года государственный секретарь по спорту Рама Яде, отказавшись публично прокомментировать этот инцидент, заявила, что любой игрок, находящийся под следствием, не должен представлять сборную Франции. На следующий день судебный источник подтвердил, что Рибери не будет подвергнут официальному преследованию, по крайней мере, до начала чемпионата мира 2010. 20 июля Рибери был допрошен парижской полицией, и после допроса ему были предъявлены обвинения в «подстрекательстве к проституции». В ноябре 2011 года прокуроры сделали запрос на закрытие дел против Рибери и Бензема, в связи с тем, что игрокам не было известно, что проститутке по имени Захия Дэар было 16 лет, когда они заплатили за секс с ней. В январе 2014 года дело было окончательно закрыто.
В январе 2019 года Рибери заказал в ресторане шеф-повара Salt Bae золотой стейк стоимостью 1200 евро. Футболист подвергся критике за расточительность в социальных сетях, в ответ на что выложил пост, в котором, используя нецензурную лексику и оскорбления, обвинил критиков в зависти и заявил, что никому ничего не должен. Вскоре после этого спортивный директор «Баварии» Хасан Салихамиджич сообщил, что игрок был оштрафован руководством «Баварии» за использование «неприемлемых слов».

## Достижения

### Командные
«Галатасарай»
- Обладатель Кубка Турции: 2004/05

«Олимпик Марсель»
- Обладатель Кубка Интертото: 2005

«Бавария»
- Чемпион Германии (9): 2007/08, 2009/10, 2012/13, 2013/14, 2014/15, 2015/16, 2016/17, 2017/18, 2018/19
- Обладатель Кубка Германии (6): 2007/08, 2009/10, 2012/13, 2013/14, 2015/16, 2018/19
- Обладатель Кубка немецкой лиги: 2007
- Обладатель Суперкубка Германии (5): 2010, 2012, 2016, 2017, 2018
- Победитель Лиги чемпионов УЕФА: 2012/13
- Обладатель Суперкубка УЕФА: 2013
- Победитель Клубного чемпионата мира: 2013
- Финалист Лиги чемпионов УЕФА (2): 2009/10, 2011/12

Сборная Франции
- Серебряный призёр чемпионата мира: 2006

### Личные
- Лучший молодой игрок года по версии НПСФ: 2006
- Автор лучшего гола года в Лиге 1 по версии НПСФ: 2006
- Лучший игрок месяца по версии НПСФ (4): август 2004, октябрь 2005, ноябрь 2005, апрель 2006
- Входит в символическую команду года по версии НПСФ: 2006
- Etoile d’Or по версии France Football: 2006
- Onze de Bronze (2): 2006, 2008
- Лучший футболист Европы по версии France Football (2): 2007, 2008
- Лучший футболист года во Франции (3): 2007, 2008, 2013
- Лучший футболист года в Германии: 2008
- Игрок сезона в Бундеслиге по мнению VDV : 2007/08[312]
- Лучший футболист года в Европе по версии УЕФА: 2013
- Лучший футболист Лиги чемпионов: 2012/13
- Лучший футболист Суперкубка УЕФА: 2013
- Лучший футболист года в Бундеслиге: 2012/13[313]
- Лучший футболист мира по версии Globe Soccer Awards: 2013
- Лучший футболист Клубного чемпионата мира: 2013
- Гол месяца чемпионата Германии (4): октябрь 2007, апрель 2008, май 2013, апрель 2016
- Игрок месяца чемпионата Германии (2): август 2007, ноябрь 2008
- Входит в состав символической сборной года по версии ESM (2): 2007/08, 2012/13
- Входит в состав символической сборной Лиги чемпионов УЕФА: 2011/12
- Входит в состав символической команды года по версии УЕФА (2): 2008, 2013
- Входит в состав символической сборной Бундеслиги по версии Kicker (5): 2007/08, 2008/09, 2011/12, 2012/13, 2013/14
- Входит в состав символической сборной мира по версии FIFPro: 2013
- Самый ценный игрок финала Клубного чемпионата мира по футболу: 2013
- Человек года по версии Kicker: 2013[314]
- Третий футболист Европы по версии «Золотого мяча ФИФА»: 2013
- Лучший бомбардир Кубка немецкой лиги по футболу: 2007/08
- Лучший бомбардир отборочного турнира чемпионата мира 2014 года, зона Европы, группа I
- Лучший ассистент Лиги чемпионов УЕФА: 2011/12[315]
- Лучший ассистент Кубка УЕФА: 2007/08 (вместе со Стивеном Пинаром)[316]
- Лучший ассистент Чемпионата Германии по футболу (3): 2010/11[317], 2011/12[318], 2012/13[319]
- Лучший ассистент Кубка Германии по футболу (4): 2007/08, 2009/10, 2010/11, 2016/17[320][321][322][323]
- Лучший игрок месяца Серии А: сентябрь 2019[324]
- Игрок сезона в Фиорентине: 2019/20[325]

## Рекорды
- Самый успешный иностранный футболист в истории Чемпионата Германии — 9 титулов[326]
- Лучший ассистент в истории Чемпионата Германии по футболу[327]
- Лучший ассистент в истории Кубка Германии по футболу[328]
- Лучший ассистент в истории «Баварии»[329]
- Наибольшее количество матчей в истории «Баварии» среди иностранных футболистов[330]
- Наибольшее количество матчей в истории «Баварии» в кубке Германии среди иностранных футболистов[329]

## Статистика выступлений

### Клубная
| Выступление      | Выступление            | Выступление      | Лига | Лига | Кубки | Кубки | Еврокубки | Еврокубки | Прочие | Прочие | Итого | Итого |
| Клуб             | Лига                   | Сезон            | Игры | Голы | Игры  | Голы  | Игры      | Голы      | Игры   | Голы   | Игры  | Голы  |
| ---------------- | ---------------------- | ---------------- | ---- | ---- | ----- | ----- | --------- | --------- | ------ | ------ | ----- | ----- |
| Булонь           | Любительский чемпионат | 2000/01          | 4    | 1    | 0     | 0     | 0         | 0         | —      | —      | 4     | 1     |
| Булонь           | Лига 3                 | 2001/02          | 24   | 5    | 1     | 0     | 0         | 0         | —      | —      | 25    | 5     |
| Булонь           | Итого                  | Итого            | 28   | 6    | 1     | 0     | 0         | 0         | —      | —      | 29    | 6     |
| Олимпик Алес     | Лига 3                 | 2002/03          | 19   | 1    | 0     | 0     | 0         | 0         | —      | —      | 19    | 1     |
| Олимпик Алес     | Итого                  | Итого            | 19   | 1    | 0     | 0     | 0         | 0         | —      | —      | 19    | 1     |
| Брест            | Лига 3                 | 2003/04          | 35   | 3    | 2     | 1     | 0         | 0         | —      | —      | 37    | 4     |
| Брест            | Итого                  | Итого            | 35   | 3    | 2     | 1     | 0         | 0         | —      | —      | 37    | 4     |
| Мец              | Лига 1                 | 2004/05          | 20   | 1    | 2     | 0     | 0         | 0         | —      | —      | 22    | 1     |
| Мец              | Итого                  | Итого            | 20   | 1    | 2     | 0     | 0         | 0         | —      | —      | 22    | 1     |
| Галатасарай      | Супер Лига             | 2004/05          | 14   | 0    | 3     | 1     | 0         | 0         | —      | —      | 17    | 1     |
| Галатасарай      | Итого                  | Итого            | 14   | 0    | 3     | 1     | 0         | 0         | —      | —      | 17    | 1     |
| Олимпик Марсель  | Лига 1                 | 2005/06          | 35   | 6    | 1     | 0     | 12        | 3         | 5      | 3      | 53    | 12    |
| Олимпик Марсель  | Лига 1                 | 2006/07          | 25   | 5    | 1     | 0     | 4         | 0         | 7      | 1      | 37    | 6     |
| Олимпик Марсель  | Итого                  | Итого            | 60   | 11   | 2     | 0     | 16        | 3         | 12     | 4      | 90    | 18    |
| Бавария          | Бундеслига             | 2007/08          | 28   | 11   | 5     | 2     | 11        | 3         | 2      | 3      | 46    | 19    |
| Бавария          | Бундеслига             | 2008/09          | 25   | 9    | 3     | 1     | 8         | 4         | —      | —      | 36    | 14    |
| Бавария          | Бундеслига             | 2009/10          | 19   | 4    | 4     | 2     | 7         | 1         | —      | —      | 30    | 7     |
| Бавария          | Бундеслига             | 2010/11          | 25   | 7    | 3     | 2     | 4         | 2         | —      | —      | 32    | 11    |
| Бавария          | Бундеслига             | 2011/12          | 32   | 12   | 4     | 2     | 14        | 3         | —      | —      | 50    | 17    |
| Бавария          | Бундеслига             | 2012/13          | 27   | 10   | 3     | 0     | 12        | 1         | 1      | 0      | 43    | 11    |
| Бавария          | Бундеслига             | 2013/14          | 22   | 10   | 4     | 1     | 10        | 3         | 3      | 2      | 39    | 16    |
| Бавария          | Бундеслига             | 2014/15          | 15   | 5    | 2     | 1     | 6         | 3         | 0      | 0      | 23    | 9     |
| Бавария          | Бундеслига             | 2015/16          | 13   | 2    | 2     | 0     | 7         | 0         | 0      | 0      | 22    | 2     |
| Бавария          | Бундеслига             | 2016/17          | 22   | 5    | 3     | 0     | 6         | 0         | 1      | 0      | 32    | 5     |
| Бавария          | Бундеслига             | 2017/18          | 20   | 5    | 5     | 1     | 8         | 0         | 1      | 0      | 34    | 6     |
| Бавария          | Бундеслига             | 2018/19          | 25   | 6    | 5     | 0     | 7         | 1         | 1      | 0      | 38    | 7     |
| Бавария          | Итого                  | Итого            | 273  | 86   | 43    | 12    | 100       | 21        | 9      | 5      | 425   | 124   |
| Фиорентина       | Серия А                | 2019/20          | 21   | 3    | 0     | 0     | 0         | 0         | 0      | 0      | 21    | 3     |
| Фиорентина       | Серия А                | 2020/21          | 29   | 2    | 1     | 0     | 0         | 0         | —      | —      | 30    | 2     |
| Фиорентина       | Итого                  | Итого            | 50   | 5    | 1     | 0     | 0         | 0         | 0      | 0      | 51    | 5     |
| Салернитана      | Серия А                | 2021/22          | 23   | 0    | 0     | 0     | —         | —         | —      | —      | 23    | 0     |
| Салернитана      | Серия А                | 2022/23          | 1    | 0    | 1     | 0     | —         | —         | —      | —      | 2     | 0     |
| Салернитана      | Итого                  | Итого            | 24   | 0    | 1     | 0     | —         | —         | —      | —      | 25    | 0     |
| Всего за карьеру | Всего за карьеру       | Всего за карьеру | 524  | 113  | 55    | 14    | 116       | 24        | 21     | 9      | 716   | 160   |

### В сборной
| Сборная | Сезон     | Игры | Голы | Голевые передачи |
| ------- | --------- | ---- | ---- | ---------------- |
| Франция | 2005/2006 | 10   | 1    | 4                |
| Франция | 2006/2007 | 8    | 1    | 3                |
| Франция | 2007/2008 | 12   | 2    | 2                |
| Франция | 2008/2009 | 8    | 3    | 1                |
| Франция | 2009/2010 | 10   | 0    | 1                |
| Франция | 2010/2011 | 4    | 0    | 0                |
| Франция | 2011/2012 | 12   | 3    | 2                |
| Франция | 2012/2013 | 9    | 2    | 2                |
| Франция | 2013/2014 | 8    | 4    | 5                |
| Итого   | Итого     | 81   | 16   | 20               |

### Голы за сборную
| #  | Дата             | Стадион                          | Противник | Счёт | Результат | Соревнование                   |
| -- | ---------------- | -------------------------------- | --------- | ---- | --------- | ------------------------------ |
| 1  | 27 июня 2006     | AWD-Arena, Ганновер, Германия    | Испания   | 1:1  | 1:3       | Чемпионат мира 2006            |
| 2  | 2 июня 2007      | Стад де Франс, Сен-Дени, Франция | Украина   | 1:0  | 2:0       | Отбор на чемпионат Европы 2008 |
| 3  | 26 марта 2008    | Стад де Франс, Сен-Дени, Франция | Англия    | 1:0  | 1:0       | Товарищеский матч              |
| 4  | 3 июня 2008      | Стад де Франс, Сен-Дени, Франция | Колумбия  | 1:0  | 1:0       | Товарищеский матч              |
| 5  | 11 октября 2008  | Фарул, Констанца, Румыния        | Румыния   | 2:1  | 2:2       | Отбор на чемпионат мира 2010   |
| 6  | 28 марта 2009    | Дарюс ир Гиренас, Каунас, Литва  | Литва     | 0:1  | 0:1       | Отбор на чемпионат мира 2010   |
| 7  | 1 апреля 2009    | Стад де Франс, Сен-Дени, Франция | Литва     | 1:0  | 1:0       | Отбор на чемпионат мира 2010   |
| 8  | 27 мая 2012      | Стад дю Эно, Валансьен, Франция  | Исландия  | 2:2  | 3:2       | Товарищеский матч              |
| 9  | 31 мая 2012      | Огюст Делон, Реймс, Франция      | Сербия    | 1:0  | 2:0       | Товарищеский матч              |
| 10 | 5 июня 2012      | ММАрена, Ле-Ман, Франция         | Эстония   | 1:0  | 4:0       | Товарищеский матч              |
| 11 | 11 сентября 2012 | Стад де Франс, Сен-Дени, Франция | Беларусь  | 3:1  | 3:1       | Отбор на чемпионат мира 2014   |
| 12 | 22 марта 2013    | Стад де Франс, Сен-Дени, Франция | Грузия    | 3:0  | 3:1       | Отбор на чемпионат мира 2014   |
| 13 | 10 сентября 2013 | Центральный, Гомель, Беларусь    | Беларусь  | 1:1  | 2:4       | Отбор на чемпионат мира 2014   |
| 14 | 10 сентября 2013 | Центральный, Гомель, Беларусь    | Беларусь  | 2:2  | 2:4       | Отбор на чемпионат мира 2014   |
| 15 | 11 октября 2013  | Парк де Пренс, Париж, Франция    | Австралия | 1:0  | 6:0       | Товарищеский матч              |
| 16 | 15 октября 2013  | Стад де Франс, Сен-Дени, Франция | Финляндия | 1:0  | 3:0       | Отбор на чемпионат мира 2014   |